# Hippeastrum miniatum
Hippeastrum miniatum är en amaryllisväxtart som först beskrevs av Hipólito Ruiz López och Pav., och fick sitt nu gällande namn av Herb.. Hippeastrum miniatum ingår i släktet amaryllisar, och familjen amaryllisväxter.
Artens utbredningsområde är Peru. Inga underarter finns listade i Catalogue of Life.

## Bildgalleri

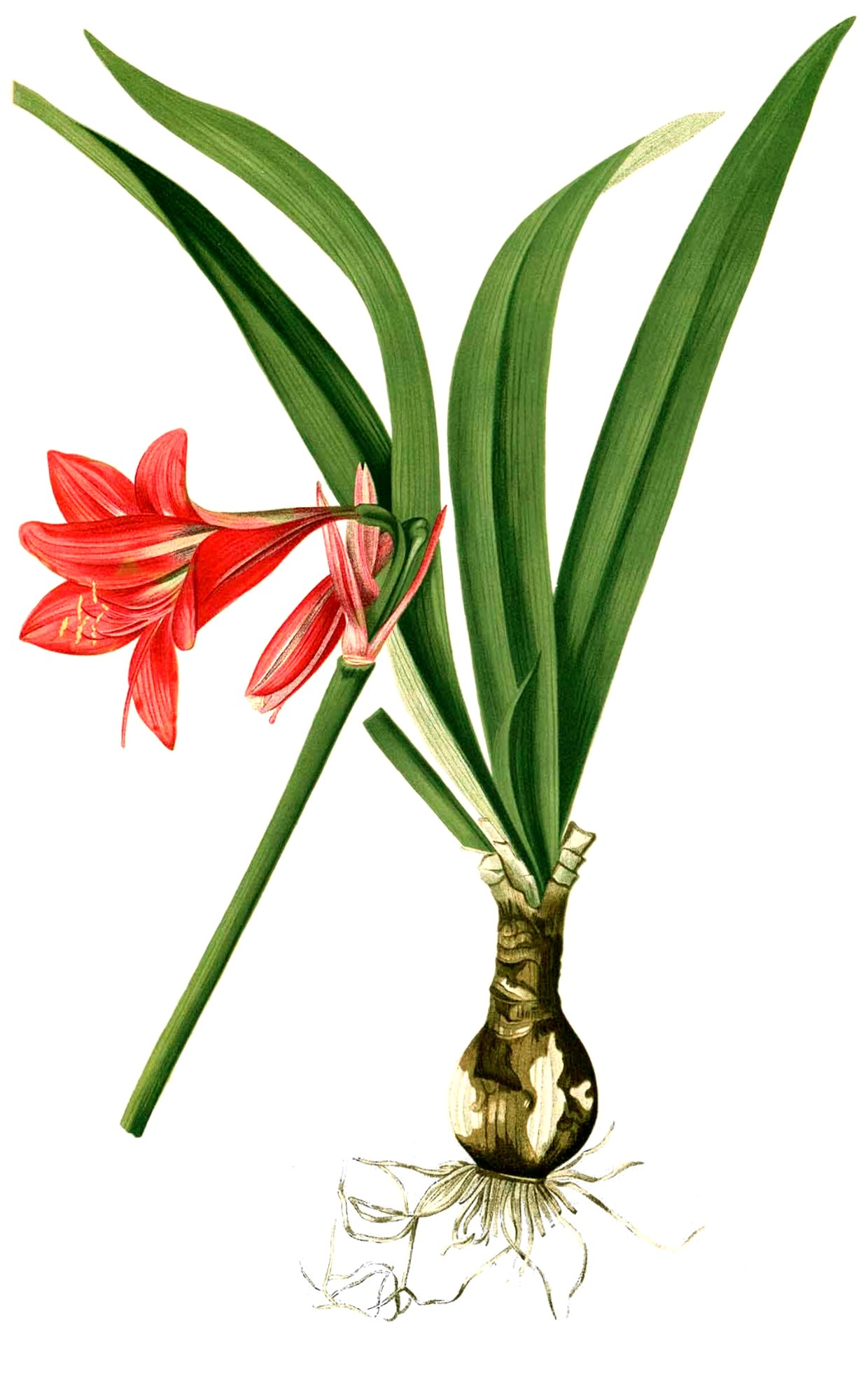
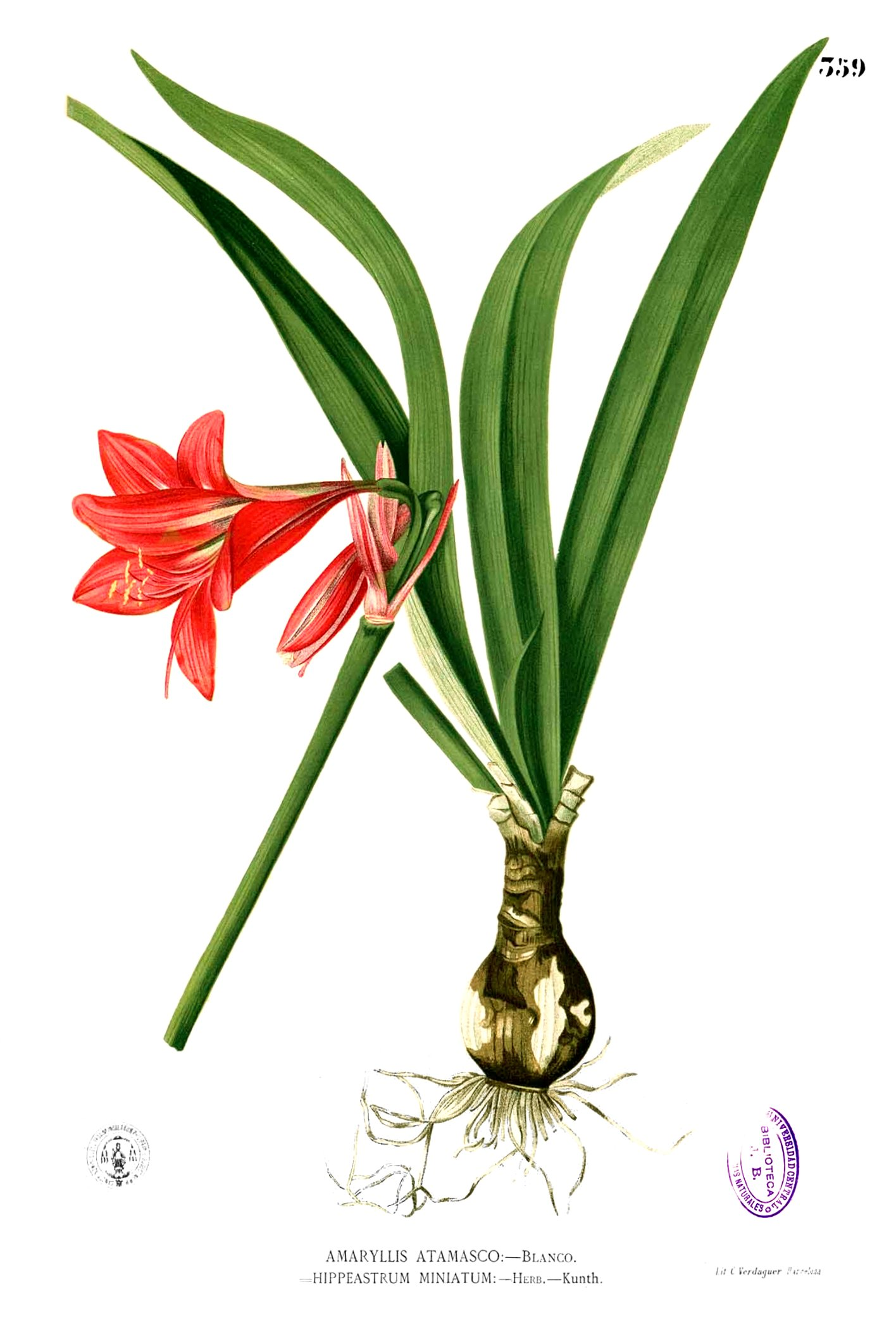